# Крфски Забавник
Крфски Забавник или само Забавник био је часопис који је излазио као додатак — подлистак Српских новина на Крфу, у избеглиштву, 1917. и 1918. године. Покренуо га је и уређивао српски књижевни критичар, Бранко Лазаревић. Први број часописа изашао је 2. априла 1917. године, али је пре тога изашао пилот број — нулти број, за Нову годину 1917. Последњи број, број 18 изашао је 15. октобра 1918. Тако је изашло укупно 19 бројева овог подлистка. Лазаревић је у Забавнику окупљао расуту интелигенцију, не само српске писце, већ и хрватске и словеначке, на свој начин промовишући идеју југословенства и припремајући терен за стварање нове државе.
Књижевност која је настајала у том времену остала је позната као крфска књижевност, и већина књижевних дела насталих у овом периоду објављивана је управо у крфском Забавнику.
Године 2005. објављено је фототипско издање свих бројева крфског Забавника. Приређивач овог издања је Миливој Ненин.

## Историја
Окупацијом 1915. у Србији се гасе српски листови, а окупационе власти праве своје, на српском језику, како би на тај начин утицале на покоравање Срба који су остали у домовини. Међу њима се истичу Београдске новине, које издају Аустроугари и Моравски глас, који издају Бугари. Београдске новине су у почетку излазиле три пута недељно, а касније свакодневно. Главни уредник им је био хрватски књижевник Милан Огризовић. У овим новинама су објављивалени текстовеи из српске културе и вести из Европе, али је свака реч о српским победама над Аустроугарима била строго цензурисана. Занимљиво је да је један од главних сарадника у Београдским новинама био Бора Станковић, који је као аустроугарски заробљеник био условљен и натеран да пише за тај лист, због чега је по завршетку рата био изложен прогону.
По измештању Владе Краљевине Србије у Ниш, ту су 1915. покренути Југословенски гласник и Дело. После повлачења из Србије, у избеглиштву или у српској предратној и ратној дијаспори у Европи, краће или дуже време излазило је око стотину српских листова. Књижевне активности оживљавају на Крфу од 7. априла, 1916.године, када су, после паузе изазване окупацијом Србије, обновљене Српске новине и за њиховог уредника постављен књижевни критичар Бранко Лазаревић. На годишњицу обнове Српских новина на Крфу, 2. априла 1917. године, појављује се први нумерисани број подлистка Забавник — Крфски забавник, мада се пилот број заправо појавио за Нову 1917. годину, али под насловом Додатак „Српских новина”.

## О часопису
Године 1917. Бранко Лазаревић покреће, као додатак Српских новина, подлистак Забавник, као својеврсни чувар традиције Давидовићевог култног Забавника, који је покренут готово 100 година раније, 1833. године. Пилот број крфског Забавника изашао је на Нову годину 1917. а четири месеца касније, 2. априла, изашао је званични први број. Други број излази после два и по месеца, када се устаљује и пред читаоцима је сваког петнаестог у месецу.
Општа оцена је, с обзиром на облик часописа, избор сарадника, тежњу за окупљањем писаца и изражено југословенство, да је крфски Забавник ратни наследник или, према речима Драгише Витошевића, природни наставак Српског књижевног гласника. То је велика похвала за часопис који је излазио далеко од матице земље и од највећих светских метропола. Заслуге што је крфски Забавник својим књижевним квалитетом оставио дубок траг у српској књижевности припадају првенствено главном уреднику и књижевном критичару Бранку Лазаревићу, који је са сарадницима створио часопис који има све одлике модерног и квалитетног књижевног листа. Лазаревићева књижевна мерила била су строга и желео је књижевно гласило које ће испред себе поставити високе критеријуме. Бранко Лазаревић није желео књижевни лист у ком ће свако моћи да објављује своје ратне мемоаре, већ стреми високим књижевним стандардима, квалитетним сарадницима и израженом осећању за националну дужност. Разлоге за одступања од тих начела не налази ни у рату, ни у удаљености од културних средишта, нити у објективно тешким условима за живот и рад.

## Уредништво и сарадници
Крфски Забавник покренуо је и уређивао Бранко Лазаревић, који је уређивао и Српске новине. Редовни сарадници били су Тодор Манојловић, Драгољуб Филиповић и Светислав Стефановић. Међу осталим сарадницима били су Јован Дучић, Тин Ујевић и Станислав Винавер, чији прилози чине да Забавник постигне најбољи књижевни квалитет, затим Владимир Станимировић, Божидар Пурић, Милосав Јелић, Јеремија Живановић и други значајни српски писци, публицисти и културни посленици.
Милутин Бојић у крфском Забавнику није објавио ни једну једину песму — умро је недуго по покретању листа. У броју 7, од 15. новембра 1917. Драгољуб Филиповић пише му некролог. Међутим, Бојић је вероватно један од песника са највише објављених стихова у овом листу. Овај парадокс може се објаснити чињеницом да је о Милутину Бојићу у Забавнику највише писано, а они који су о њему  писали обилато су га цитирали, што је разлог откуда толико његових стихова. У Забавнику је приказана и Бојићева збирка Песме бола и поноса, непосредно по објављивању, у Солуну 1917.